# 5649 Donnashirley
Az 5649 Donnashirley (ideiglenes jelöléssel 1990 WZ2) marsközeli kisbolygó. Eleanor F. Helin fedezte fel 1990. november 18-án.